# 小池政臣
小池 政臣（こいけ まさおみ、1940年（昭和15年）9月13日 - ）は、日本の政治家、僧侶。元三島市長（3期）。父は衆議院議員の小池政恩、息子も衆議院議員の小池政就。

## 来歴
東京都立新宿高等学校を経て、慶應義塾大学法学部政治学科卒業。三島市議会議員を1967年から2期（26歳～34歳）、静岡県議会議員を1983年から3期（42歳～54歳）、三島市長を3期（1998年12月20日～2010年12月19日）務めた。
1996年の第41回衆議院議員総選挙で静岡県第7区から無所属で立候補したが落選。その選挙において自身の後援会幹部による選挙違反（買収）があり、連座制の適用により同一選挙区からの立候補を禁止された（国政選挙では、全国初の連座制適用）。
連座制が適用された2年後、1998年の三島市長選挙へ立候補し初当選した。2002年、無投票で再選。2006年、3選。
三島市長在任中、三島市内の学校園で環境ISOを取得、環境教育に取り組み、第14回地球環境大賞の優秀環境自治体賞を受賞している。
2010年3月2日の市議会で次期市長選に出馬せず引退することを表明した。
僧名は日恩。僧侶としては、日蓮宗本山妙法華寺第65世貫首で、三島地区宗教者懇話会の代表として伝統仏教寺院や三嶋大社、霊友会、立正佼成会などと交流を深めている。父・政恩も妙法華寺の貫首だった。

## 著書
- 『できることはすぐやる！―三島の再生・環境ルネッサンスをめざして』海象社、2002